# Uloborus pictus
Espèce
Uloborus pictus est une espèce d'araignées aranéomorphes de la famille des Uloboridae.

## Distribution
Cette espèce est endémique de Birmanie.

## Description
La femelle holotype mesure 4,5 mm.

## Publication originale
- Thorell, 1898 : Viaggio di Leonardo Fea in Birmania e regioni vicine. LXXX. Secondo saggio sui Ragni birmani. II. Retitelariae et Orbitelariae. Annali del Museo Civico di Storia Naturale di Genova, sér. 2, no 19 (39), p. 271-378 (texte intégral).